# بوبي ريديل
بوبي ريديل (بالإنجليزية: Bobby Rydell)‏ (مواليد 26 أبريل 1942 في فيلادلفيا، الولايات المتحدة)، هو مغني وممثل أمريكي بدأ مسيرته الفنية عام 1958. متخصص بموسيقى الروك أند رول.

## وصلات خارجية
- بوبي ريديل على موقع IMDb (الإنجليزية)
- بوبي ريديل على موقع ميوزك برينز (الإنجليزية)
- بوبي ريديل على موقع إن إن دي بي (الإنجليزية)
- بوبي ريديل على موقع أول ميوزيك (الإنجليزية)
- بوبي ريديل على موقع ديسكوغز (الإنجليزية)
- بوبي ريديل على موقع قاعدة بيانات الفيلم (الإنجليزية)